# Biografielijst Tq

## Tq
- TQ, pseudoniem van Terrance Quaites, (1976), Amerikaans rhythm-and-blueszanger